# Tongue Peak
Il Tongue Peak, (in lingua inglese: Picco della lingua), è un picco roccioso antartico, alto 2.450 m, situato tra il Ghiacciaio Holdsworth e il Ghiacciaio Scott, 6 km a ovest-nordovest del Monte Farley, nei Monti della Regina Maud, in Antartide. 
Il picco è stato mappato dall'United States Geological Survey (USGS) sulla base di rilevazioni e foto aeree scattate dalla U.S. Navy nel periodo 1960-63. Ne è poi stata redatta una mappatura geologica nel 1978-79 da parte del gruppo dell'Arizona State University che faceva parte dell'United States Antarctic Research Program (USARP).
La denominazione è stata assegnata dal geologo Scott G. Borg, che faceva parte del gruppo dell'Arizona State University. Il nome deriva da una ben sviluppata morena a forma di lingua che si trova in un circo glaciale abbandonato tra i crinali ovest e nord del picco.